# 懲教
懲教（香港及澳門用法）或矯正（日本及臺灣用法）是指政府機構通過拘留犯罪者，加以實施監督及懲罰，並向毒品成癮者提供治療，促使其改過並重返社會的行動。懲教設施包括監獄、看守所、拘留所、懲教所、戒毒所、勞改所、女子監獄、少年感化院。

## 另見
- 更生
- 刑罰